# Agallia obscuripennis
Agallia obscuripennis är en insektsart som beskrevs av Blanchard 1852. Agallia obscuripennis ingår i släktet Agallia och familjen dvärgstritar. Inga underarter finns listade i Catalogue of Life.